# Scaptomyza polygonia
Scaptomyza polygonia är en tvåvingeart som beskrevs av Toyohi Okada 1956. Scaptomyza polygonia ingår i släktet Scaptomyza och familjen daggflugor. Inga underarter finns listade i Catalogue of Life.